# Waldfriedhof (Troisdorf)

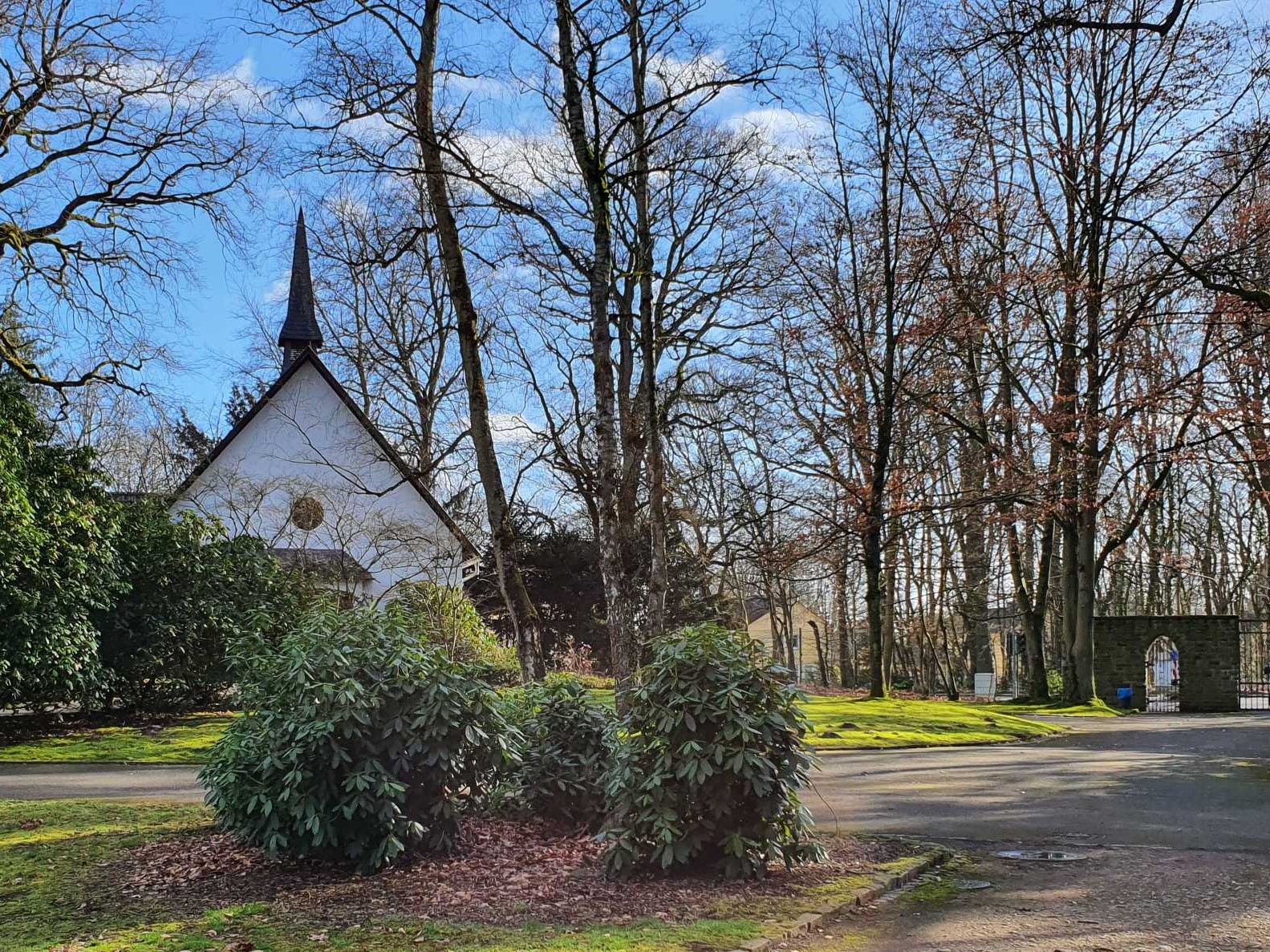
Waldfriedhof Troisdorf, Haupteingang mit Trauerhalle

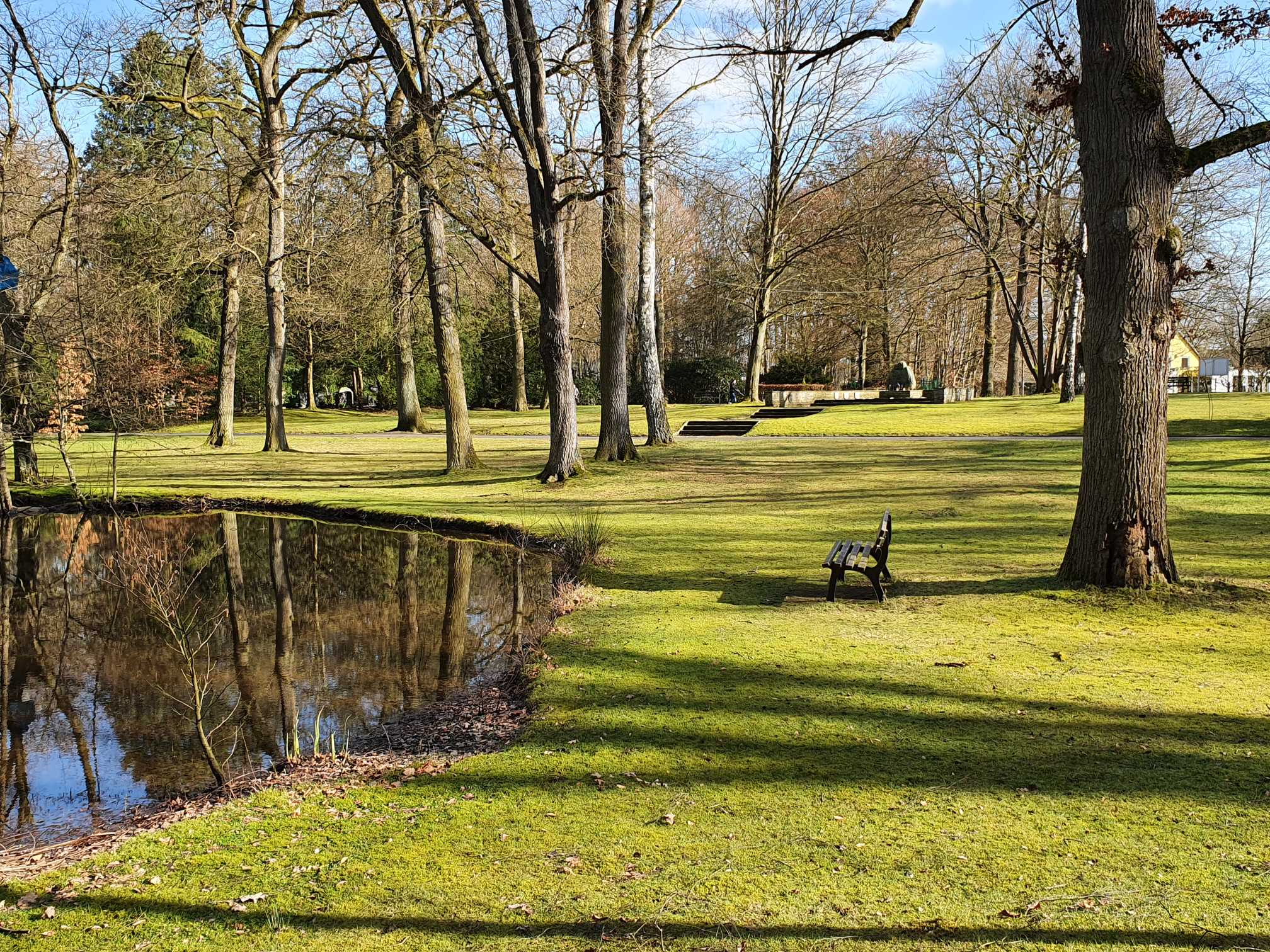
Waldfriedhof Troisdorf, Blick zum Vertriebenendenkmal

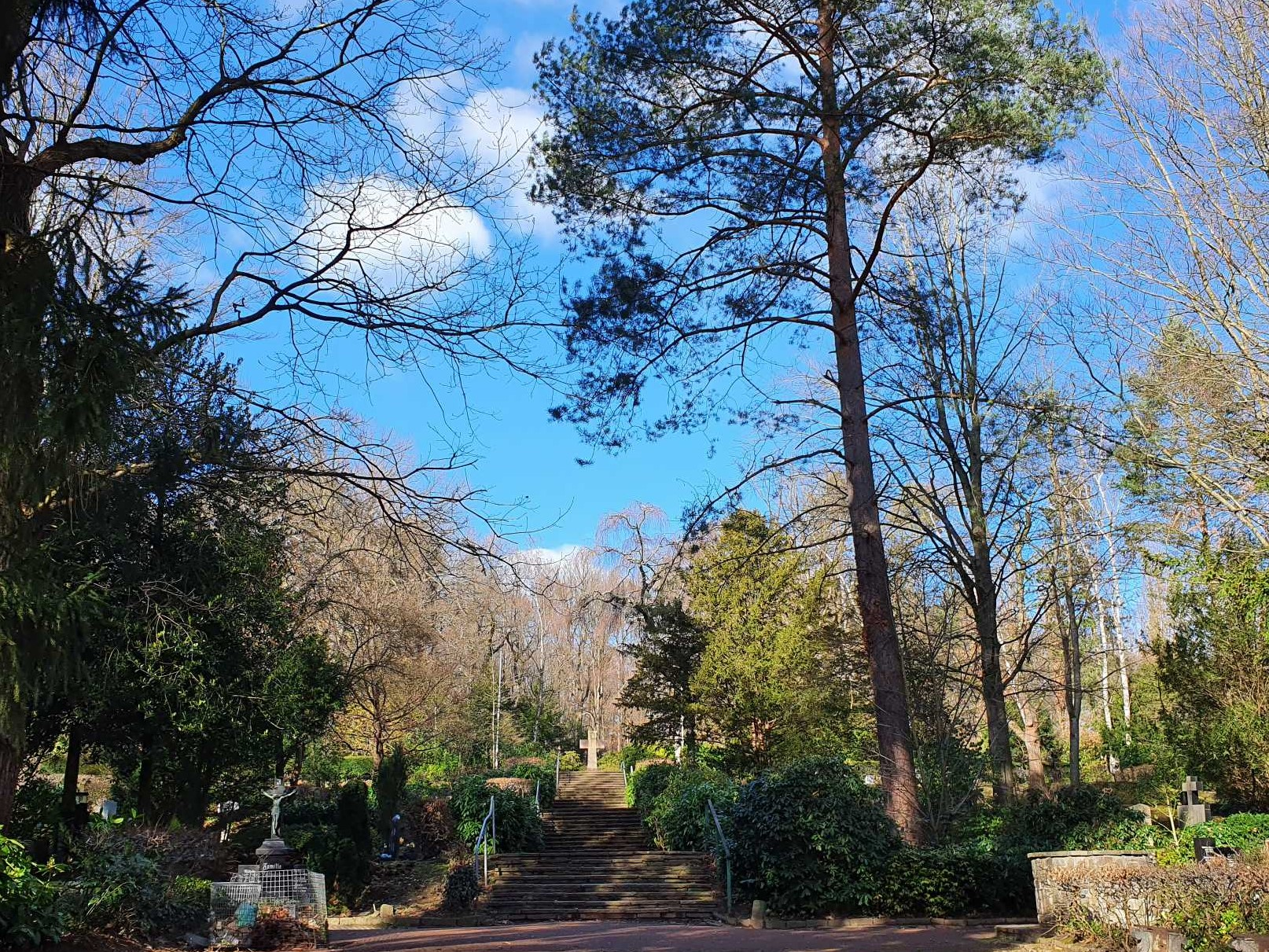
Waldfriedhof Troisdorf, Aufgang zum Ehrenmal

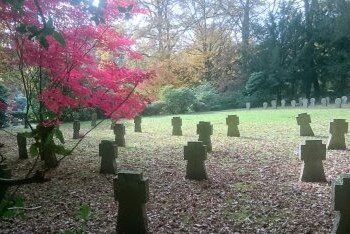
Waldfriedhof Troisdorf Kriegsgräber 2017

Der Waldfriedhof an der Heerstraße in Troisdorf-Mitte, einem Ortsteil von Troisdorf im nordrhein-westfälischen Rhein-Sieg-Kreis, geht auf die 1920er-Jahre zurück. Die Anlage steht als Baudenkmal unter Denkmalschutz.
.

## Geschichte
Im Jahr 1927 wurde oberhalb von Troisdorf-Mitte am Waldrand der Wahner Heide in der Nähe der Straße nach Altenrath der Waldfriedhof am Sonnenberg‘ angelegt und am 27. November eingeweiht. Der Plan war aus einem Wettbewerb hervorgegangen, den der damalige Düsseldorfer Friedhofdirektor (später Gartenamtdirektor) Willi Tapp, Planer des Nordparks Düsseldorf, gewonnen hatte.
Der Friedhof wurde als Park im englischen Stil geplant. Vorbilder waren unter anderem der Ohlsdorfer Friedhof in Hamburg, der Golzheimer Friedhof in Düsseldorf und der Aachener Waldfriedhof.
Zur Gesamtkonzeption des Waldfriedhofs gehört die Kriegsgräberstätte am höchsten Punkt der Anlage. Sie war 1927 als Ehrenmal für die Opfer des Ersten Weltkriegs geplant, die ursprünglich auf dem Kirchhof der Pfarrkirche St. Hippolytus begraben worden waren. Da dieser Friedhof  Anfang 1928 für allgemeine Bestattungen geschlossen wurde, ließ man die sterblichen Überreste der Kriegstoten auf den Waldfriedhof umbetten.
1957 wurde Kriegsgräberstätte wesentlich vergrößert,  um die ursprünglich an anderer Stelle begrabenen Toten des Zweiten Weltkriegs dorthin umbetten zu können.

## Beschreibung
Der Waldfriedhof ist ein Bauwerk der Landschaftsarchitektur und gilt als Beispiel für von der Reformbewegung geprägte Begräbnisstätten, die sich in Absetzung von den großen Zentralfriedhöfen an Prinzipien der Landschaftsgärten orientierten.
Friedhofskapelle und die angrenzende Leichenhalle am Haupteingang  wurden 1958 errichtet.
Unweit der Friedhofskapelle befindet sich auf einer Wiese seit 1950 eine Gedenkstätte für Flüchtlinge und Vertriebene. Die Skulptur „Mutter und Kind“ ist ein Werk des Bildhauers F. Wesseling aus Rhöndorf.

## Kriegsgräberstätte
Vom Haupteingang an der Heerstraße führt ein schnurgerader Weg am Friedhofsweiher vorbei über eine Folge von Treppen zur Kriegsgräberstätte für die Toten der Weltkriege, gestaltet vom Gartenarchitekten Josef Orth aus Bensberg, der mehrere solcher Anlagen geplant hatte. Begraben sind hier 434 Kriegstote, davon 41 aus dem Ersten Weltkrieg und 393 aus dem Zweiten Weltkrieg. Von den identifizierten Toten des Zweiten Weltkriegs stammten 393 aus Deutschland, 14 aus der ehemaligen UdSSR, zwei aus Polen und je einer aus dem ehemaligen Jugoslawien bzw. aus Frankreich.

## Beigesetzte Persönlichkeiten
- Wilhelm Hamacher (1883–1951), deutscher Politiker (Zentrumspartei) und Kultusminister in Nordrhein-Westfalen
- Hans Jaax (1933–2000), deutscher Politiker (SPD) und Bürgermeister von Troisdorf
- Hermann Richarz (1907–1985), katholischer Pfarrer und Widerstandskämpfer gegen den Nationalsozialismus
- Wilhelm Stricker (1905–1992), deutscher Politiker (CDU) und Bürgermeister von Troisdorf